# Michael Anthony Bilandić
Michael Anthony Bilandić (* 13. veljače 1923. u gradu Chicago, Illinois; † 14. siječnja 2003. bio je američki odvjetnik, sudac, političar Demokratske stranke i gradonačelnik Chicaga.

## Životopis
Sin hrvatskih iseljenika Mate Bilandžić (kasnije promijenio prezime u Bilandic) došao je iz Dicma, sela blizu Sinja i majke Milke «Minnie» (Lebedina) koja potječe iz sela Bobovišće s otoka Brača. koji su došli početkom dvadesetog stoljeća su iz Hrvatske u SAD.
Michael je dijelio svoje obiteljsko podrijetlo sa svojom suprugom i sinom, i često s njima posjećivao Hrvatsku.
Nakon De La Salle High School u Chicagu 1940. godine studira na Saint Mary sveučilištu u Minnesoti. Tijekom Drugog svjetskog rata služio je vojsku kao član Korpusa mornaričkog pješaštva SAD-a te ubrzo promaknut u poručnika. Nakon post-diplomskog studija prava na Pravnom fakultetu Sveučilišta DePaul diplomirao je Juris Doctor (J.D.), te je radio kao odvjetnik u Chicagu.
Njegova politička karijera započela je 1969. godine kada je izabran kao kandidat Demokratske stranke u Gradskom vijeću Chicaga i do 1976. predstavljao tamošnju 11. izbornu jedinicu. Nakon smrti dugogodišnjeg gradonačelnika Richard J. Daleya 20. prosinca 1976. godine izabran je 28. prosinca 1976. godine za nasljednika gradonačelnika Chicaga.
Bio je jedan od vrlo utjecajnih i visoko cijenjenih osoba javnog života u Chicagu.
Svi gradski uglednici uvijek su naglašavali tri bitne Bilandićeve vrijednosti: profesionalizam, ljudsku plemenitost i ponos na svoje korijene. U svečanoj deklaraciji koju su donijeli Državna skupština i Senat, govori se o njegovom životnom putu, privrženosti hrvatskoj župi i školi sv. Jeronima, obiteljskoj tradiciji te ponosu na hrvatsko podrijetlo.

## Vanjske poveznice
- Mojahrvatska.hr
- Župa sv. Jeronima, Chicago  Arhivirana inačica izvorne stranice od 15. travnja 2016. (Wayback Machine)
- Findagrave, engl.